# تکیه افشار
تکیه افشار یکی از بناهای تاریخی شهر بروجرد است. این بنا نوعی تکیه است که در شمال شهر بروجرد و در باغ افشار در منطقه معروف به کوچه باغی بنا شده‌است. مساحت ساختمان حدود یکصد و بیست متر مربع و ابعاد آن حدود ۱۵ متر در ۶ متر است. مواد به کار رفته در این بنا شامل خشت خام، آجر و چوب است.
تکیه حاج افشار در سه طبقه در میان یک باغ دو هکتاری ساخته شده‌است و طبقات بالای آن مشرف به تمام جهات باغ است. طبقه نخست، با داشتن سقف کوتاه‌تر، گرمای بیشتری را حفظ می‌کرده و برای فصل‌های سرد به کار می‌رفته‌است.